# Zwergbutt
Der Zwergbutt (Phrynorhombus norvegicus, Syn.: Zeugopterus norvegicus) ist ein Fisch aus der Familie der Steinbutte und einer der kleinsten Plattfische Europas.

## Merkmale
Der Zwergbutt erreicht nur eine maximale Länge von 12 cm. Die linke Seite ist die Augenseite. Sie hat für gewöhnlich eine braune Grundfarbe mit sichelförmigen dunklen und gelbroten Flecken. Die Blindseite ist weiß. Beide Seiten sind mit deutlichen groben Schuppen bedeckt. Der Fisch wirkt auf dem Grund liegend oval.

## Verbreitung
Diese Art lebt in östlichen Teilen des Atlantischen Ozeans und angrenzenden Bereichen des Arktischen Ozeans bis Murmansk. Nach Süden erstreckt sich das Verbreitungsgebiet über Island, die Britischen Inseln, die Färöer, Norwegens Küste und über die Nordsee bis zur Biskaya. Wandernde Exemplare erreichen das Skagerrak und das Kattegat.

## Lebensweise
Der Zwergbutt hält sich meist am Meeresgrund bis 200 m Tiefe auf und bevorzugt steinige Böden. Seine Nahrung besteht aus Würmern, Krebsen und kleinen Fischen.
Die Weibchen legen ihre etwa einen Millimeter großen Eier im Frühjahr oder Sommer in pelagialen Meeresbereichen ab. Die Jungfische schlüpfen etwa nach einer Woche und leben so lange in der gleichen Meereszone, bis sie 12 bis 15 mm lang sind.